# Mistrzostwa Świata w Strzelectwie 1973 (ruchoma tarcza i rzutki)
Mistrzostwa Świata w Strzelectwie 1973 (ruchoma tarcza i rzutki) – trzecie mistrzostwa świata w strzelaniu tylko do ruchomych tarcz i rzutków. Rozegrano je w australijskim Melbourne. 
Przeprowadzono wówczas osiem konkurencji dla mężczyzn. Zawody zdominowali reprezentanci ZSRR, którzy wygrali wszystkie konkurencje.

## Klasyfikacja medalowa
Gospodarze mistrzostw
| Pozycja | Kraj              | Złoto | Srebro | Brąz | Łącznie |
| ------- | ----------------- | ----- | ------ | ---- | ------- |
| 1       | ZSRR              | 8     | 3      | 0    | 11      |
| 2       | Szwecja           | 0     | 3      | 0    | 3       |
| 3       | Stany Zjednoczone | 0     | 2      | 2    | 3       |
| 4       | Kolumbia          | 0     | 0      | 2    | 2       |
| 4       | Wielka Brytania   | 0     | 0      | 2    | 2       |
| 6       | Australia         | 0     | 0      | 1    | 1       |
| 6       | Włochy            | 0     | 0      | 1    | 1       |

## Wyniki

### Mężczyźni
| Konkurencja                           | Złoto                                                                       | Wynik     | Srebro                                                                    | Wynik     | Brąz                                                                     | Wynik     |
| Strzelanie do ruchomej tarczy         |                                                                             |           |                                                                           |           |                                                                          |           |
| Ruchoma tarcza, 50 m                  | Aleksandr Kiediarow                                                         | 567 pkt.  | Walerij Postojanow                                                        | 566 pkt.  | Helmut Bellingrodt                                                       | 566 pkt.  |
| Ruchoma tarcza, 50 m, drużynowo       | ZSRR Aleksandr Kiediarow Aleksandr Gazow Walerij Postojanow Jakow Żelezniak | 1496 pkt. | Szwecja Göte Gaard Karl Karlsson Per-Anders Lingman Martin Nordfors       | 1458 pkt. | Stany Zjednoczone Charles Davis Arlie Jones Edmund Moeller Louis Theimer | 1450 pkt. |
| Ruchoma tarcza, 50 m (mix)            | Walerij Postojanow                                                          | 383 pkt.  | Aleksandr Kiediarow                                                       | 382 pkt.  | Helmut Bellingrodt                                                       | 378 pkt.  |
| Ruchoma tarcza, 50 m, drużynowo (mix) | ZSRR Aleksandr Kiediarow Walerij Postojanow Mati Jigi Jakow Żelezniak       | 1512 pkt. | Szwecja Göte Gaard Karl Karlsson Per-Anders Lingman Martin Nordfors       | 1476 pkt. | Stany Zjednoczone Charles Davis Arlie Jones Edmund Moeller Louis Theimer | 1443 pkt. |
| Strzelanie do rzutków                 |                                                                             |           |                                                                           |           |                                                                          |           |
| Skeet                                 | Władimir Andriejew                                                          | 196 pkt.  | Jurij Curanow                                                             | 194 pkt.  | David Seabrook                                                           | 194 pkt.  |
| Skeet, drużynowo                      | ZSRR Władimir Andriejew Jurij Curanow Jewgienij Pietrow Tariel Żgienti      | 580 pkt.  | Szwecja Gert-Ake Bengtsson Jimmy Carlsson Anders Karlsson Kurt Samuelsson | 569 pkt.  | Wielka Brytania Alec Bonnett John Hawke David Seabrook Colin Sephton     | 569 pkt.  |
| Trap                                  | Aleksandr Androszkin                                                        | 196 pkt.  | Hugh Bowie                                                                | 195 pkt.  | Ennio Mattarelli                                                         | 193 pkt.  |
| Trap, drużynowo                       | ZSRR Aleksandr Alipow Aleksandr Androszkin Giennadij Gałkin Peeter Vehm     | 575 pkt.  | Stany Zjednoczone Hugh Bowie Kenneth Gilbert Frank Little Harry Skalsky   | 574 pkt.  | Australia James Ellis Kenneth Lowry Douglas Smith Peter Wray             | 569 pkt.  |